# Akyaama
Akyaama est une Asantehemaa de l'Empire ashanti qui règne depuis les années 1750 jusqu'à son bannissement en 1770. Elle est théoriquement Asantehemaa mais son bannissement provoque son effacement dynastique. Son règne est caractérisé par une succession de conflits dynastiques. Son existence rejetée est le témoin des pouvoirs exercés par les Asantehemaa sur les lignages. Son fils, Osei Kwame Panyin est notamment reclassé comme enfant de Konadu Yaadom afin d'écarter puis effacer Akyaama de la lignée Oyoko et de la tradition orale. Sa déchéance a pour conséquence la création d'un nouveau trône d'Asantehemaa, permettant d'en renforcer les fonctions.

## Biographie
Akyaama est une descendante du clan Oyoko, fille d'Aberafi Yaa, petite-fille de la troisième Asantehemaa Akua Friyie. Son enfance et son histoire est très parcellaire car elle a fait l'objet d'un effacement dynastique important par Konadu Yaadom à partir de 1780. Cette Asantehemaa est introuvable dans la généalogie officielle et n'est identifiée qu'au travers de recherches historiques. Elle caractérise une période d'importants troubles dynastiques qui poussent sa successeuse, Konadu Yaadom, à remodeler la généalogie en conséquence d'un bannissement. Les historiens s'appuient sur les rapports européens pour démontrer l'existence d'Akyaama, nommée Akjaanba dans les rapports néerlandais. Elle est mariée au chef du district métropolitain de Mampong, le Mamponhene.
Son accession au trône se situe probablement dans les années 1750 puisqu'un premier document, datant 1758, l'identifie comme étant la tante du roi Kusi Obodom. Son règne sera marqué par un important conflit qui l'oppose au nouvel Asantehene, Osei Kwadwo, en 1766 tel qu'en témoigne un rapport britannique. D'après ce document, on apprend que l'Asantehemaa souhaite envahir la Côte avec l'appui des États du sud de l'empire tandis que les anciens de Kumasi et l'Asantehene souhaitent préserver la paix. Gérard Pescheux avance un motif supplémentaire à ce conflit : une grave entrave aux rituels du clan Oyoko. Akyaama aurait probablement détruit ou perdu le siège originel de l'Asantehemaa ce qui relève d'une faute impardonnable aux yeux des Ashantis.
C'est sur cette grave faute que se conclue son règne et provoque sa déchéance, son bannissement ainsi que celui de son yafunu (branche dynastique issue d'une même matrice). Certaines sources suggèrent qu'elle est bannie vers 1770,. Un document britannique de 1780 confirme que son effacement et sa destitution est déjà effective et que la nouvelle Asantehemaa, Konadu Yaadom, en est responsable.
Akyaama représente un maillon généalogique perdu car il s'agit de la grand-mère de Kwaku Dua I par sa fille Amma Sewaa, de la mère d'Osei Kwame Panyin et de la grand-mère adoptive d'Adoma Akosua.
L'identité précise d'Akyaama reste indéterminée, tout comme la cause de son bannissement. Elle règne durant une période d'importants troubles internes qui mènent à posteriori à la destitution d'Osei Kwadwo.

## Bannissement
Les conséquences du bannissement s'étendent sur toute la descendance d'Akyaama qui n'a plus le droit d'exercer au sein des quartiers royaux ou de prétendre à un titre. Cependant cette sanction est levée en 1807. Le simple fait de prononcer le nom d'Akyaama est alors interdit. Les modifications généalogiques transfèrent la maternité des enfants d'Akyaama à Konadu Yaadom. La destitution d'Akyaama provoque une succession de déchéances et de manœuvres visant à écarter les descendants d'Akyaama du trône d'or. Pendant près d'un siècle, le bannissement d'Akyaama est perçu comme étant le « ver dans le fruit » du lignage royal de Kumasi. Les survivants qui descendent d'Akyaama trouvent refuge à Juaben.
Toutefois, en 1777, le Mamponhene, auparavant marié à Akyaama et père de Osei Kwame Panyin, provoque la destitution de force de l'Asantehene Osei Kwadwo afin d'y placer son propre fils. Il s'agit également d'une conséquence du bannissement puisque de nombreux griefs sont adressés à Osei Kwadwo à la suite de celui-ci, menant à ce conflit dynastique.
Le conflit dynastique qui se joue dans l'Empire est bien connu des Européens mais n'est pas une raison suffisante de la déchéance d'Akyaama. Une piste évoque la transition du trône de l'Asantehema, jusqu'alors lié aux Oyoko de Kumasi, et ensuite déplacé à Kokofu, une autre branche dynastique. En effet, jusqu'alors, le trône de l'Asantehemaa est l'un des deux seuls trônes épargné par la réforme d'Okomfo Anokye lors de l'instauration du trône d'or. Avec la déchéance d'Akyaama s'impose un nouveau trône et une réévaluation des fonctions. Il existe effectivement un trône d'Akyaama à Pampaso, un quartier de Kumasi, et qui pourrait bien être le trône de la reine déchue, écarté de la possibilité de rejoindre un mausolée.

## Supprimée de la généalogie officielle

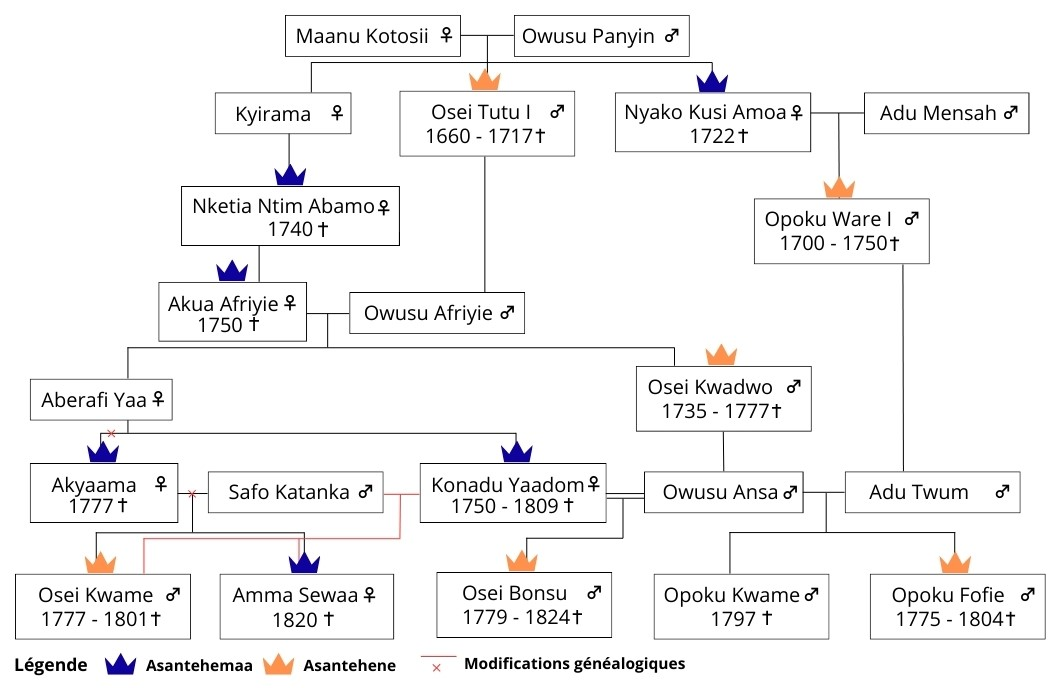
Arbre généalogique simplifié pointant la lignée depuis les premiers asantehemaa et asantehene.

Ivor Wilks analyse la chronologie des événements et de la généalogie officielle et en vient à la conclusion qu'une Asantehemaa est effacée des annales par manipulation généalogique. Cette argumentation se résume en quatre points :
- Safo Katanka, supposé second mari de Konadu Yaadom, devient Mamponhene (chef de Mampong) au plus tard en 1758. Mais Konadu Yaadom meurt en 1809 d'une grossesse tardive, alors âgée d'une cinquantaine d'années[3].
- Son dixième enfant supposé, Osei Bonsu, serait né vers 1779 et sa mère ne serait âgée que d'une vingtaine d'années[3].
- Le septième enfant supposé, Opoku Fofie, serait né dans les années 1770 et ses sœurs à la fin des années 1760[3].
- La conclusion de ce qui précède est que Konadu Yaadom ne peut pas être la mère des trois enfants qui lui sont assignés par son second mariage avec Safo Katanka[3].

Sur base de cette conclusion, Ivor Wilks analyse les documents néerlandais des années 1750 et relève le nom d'une Akjaanba, l'équivalent d'Akyaama, en tant que royale Oyoko liée au Mamponhene suggérant une reconstruction généalogique différente dans laquelle Akyaama serait une fille d'Aberafi Yaa mariée à Safo Katanka et aurait donné naissance à Amma Sewaa et Osei Kwame Panyin. La manipulation ultérieure substitue le mariage et les enfants d'Akyaama vers Konadu Yaadom. Selon Gérard Pescheux, cela signifie que « pour masquer la déchéance d'un royal de Mampon, père de royaux Oyoko, la solution retenue consiste à falsifier la généalogie officielle des Oyoko de Kumase ».
Il n'est pas impossible d'envisager qu'Akyaama ait été mariée à plusieurs époux, et pas uniquement Safo Katanka afin d'assurer la pérennisation des maisons patrilinéaires des deux premiers Asantehene. Rien ne permet de le démontrer ou de les nommer.
L'objectif de la modification généalogique mise en oeuvre par Konadu Yaadom est d'effacer l'existence d'Akyaama quitte à aboutir à créer un inceste classificatoire. En effet, du point de vue de Safo Katanka, il ne peut marier à la fois Aberafi Yaa et la fille de cette dernière, Konadu Yaadom, sans commettre un inceste. Cela signifie que la version officielle reconnait un inceste au sein du lignage royal, démontrant la gravité de la faute commise par Akyaama. Selon Gérard Pescheux, « il est probable que l'acte d'Akyaama [...] soit une attaque de sorcellerie dirigée contre un membre de son lignage et contre un membre de son propre yafunu ». La crédibilité de cette hypothèse est renforcée par des affaires similaires qui surviendront à l'avenir entre les descendants du yafunu (cercle familial) d'Akyaama et ceux de Konadu Yaadom.